# Wapen van Vilnius
Het wapen van Vilnius is het wapen van de Litouwse stad en gemeente Vilnius. Er zijn twee versies in gebruik: het grote wapen met schildhouders, spreuk en meer en het kleine wapen, dat alleen het schild vertoont. Het kleine wapen wordt meer gebruikt, onder andere ook op de vlag van de stad.

## Geschiedenis
De geschiedenis van het wapen gaat terug tot 1444, in dat jaar werd er een zegel gebruikt waarop Sint Christoffel als patroonheilige van de stad wordt afgebeeld. Een kleine 40 jaar eerder kreeg Vilnius op 22 maart 1387 stadsrechten. Op het wapen draagt de heilige het kindeke Jezus over water. De staf met dubbel kruis komt van het wapen van Prins Jogaila, deze heeft de stad stadsrechten gegeven. Deze staf verwerd later tot een pelgrimsstaf, tak, lans en zwaard.
In 1794 worden de schildhouders voor het eerst gebruikt. De schildhouders staan voor gerechtigheid en eenheid. Gerechtigheid houdt een weegschaal vast en eenheid houdt de Romeinse fasces vast. Het schild wordt ook staande gehouden door een liggend anker, deze staat voor hoop. Een jaar later, in 1795, werd het schild aangepast omdat Rusland Litouwen had veroverd. Het wapen van Vilnius werd aangepast aan het nieuwe regime: het schild werd horizontaal gedeeld, het bovenste deel kreeg de Russische adelaar en het onderste deel bestond uit het oude wapen.
Tussen 1809 en het begin van de vorige eeuw werd een wapen op basis van het oude wapen van Litouwen gebruikt: het vertoonde een ridder te paard. Na 1920 verdween dit wapen omdat alle wapens in de Sovjet Unie verboden werden.
Op 17 april 1991 werd een moderne versie ontworpen door Arvydas Každailis, hij heeft ook het moderne wapen van Litouwen ontworpen. Het ontwerp is op basis van het oudste bekende zegel.  

## Motto
In het grote wapen is ook het Latijnse motto Unitas – Justitia – Spes opgenomen. Dit betekent zoveel als: Eenheid – Gerechtigheid – Hoop, deze woorden staan niet alleen in het motto, maar ook afgebeeld in de schildhouders en objecten die zijn afgebeeld.

## Vlag

Vlag van Vilnius

Het wapen van de stad komt terug op de vlag van de stad. Het wapen is in het midden van de vlag geplaatst. Het betreft hier de kleine versie van het wapen. De vlag bestaat uit drie banen, twee rode banen met daartussen een dunnere gele baan. Het wapenschild is over de drie banen heen geplaatst.